# Volo Air Canada 624
Il volo Air Canada 624 è stato un collegamento di linea passeggeri domestico canadese dall'aeroporto Internazionale di Toronto-Pearson all'aeroporto Internazionale di Halifax-Stanfield, in Nuova Scozia. In un momento di forte nevicata e scarsa visibilità, alle 00:43 ADT (03:43 UTC) del 29 marzo 2015, l'Airbus A320-211 atterrò prima della pista rimanendo gravemente danneggiato; non ci furono vittime ma in 25 rimasero feriti.

## Aereo ed equipaggio
Il velivolo coinvolto era un Airbus A320-211 dotato di due motori CFM56-5A1. Il suo numero di serie era 233 con numero di flotta di 214, e aveva volato per la prima volta nel 1991. Era di proprietà di GECAS e noleggiato ad Air Canada. A seguito dell'incidente, l'aereo è stato radiato e demolito.
Il comandante lavorava con Air Canada da oltre nove anni e aveva accumulato 11 765 ore di volo, di cui 5 755 sull'Airbus A320. Il primo ufficiale lavorava con la compagnia aerea da 15 anni e aveva 11 300 ore di volo, di cui 6 392 su questo tipo di aereo.

## Incidente
Il volo Air Canada 624 partì dall'aeroporto di Toronto (YYZ) con destinazione l'aeroporto di Halifax (YHZ). Trasportava 133 passeggeri e cinque membri dell'equipaggio. L'Airbus A320 che operava il volo, C-FTJP, impattò con il suolo a 225 metri dalla soglia della pista 05 (che non era attrezzata per l'atterraggio di precisione), sfondando un'antenna ILS-LOC. L'impatto causò il distacco del carrello dall'aereo; il velivolo urtò una linea elettrica, che interruppe l'alimentazione dell'aeroporto. L'aereo risalì un terrapieno fino al livello della pista, strisciò sulla fusoliera e si fermò 570 metri dopo la testata. L'aeroporto rimase senza elettricità per circa 90 minuti.
L'Airbus rimase ampiamente danneggiato, avendo perso tutti i carrelli d'atterraggio e il motore di sinistra. Anche le ali e il piano di coda erano danneggiati. Entrambi i piloti, ventitré passeggeri e un assistente di volo vennero portati in ospedale. Nessuno dei feriti era in pericolo di vita e tutti i passeggeri portati in ospedale, tranne uno, vennero dimessi il giorno stesso. Le condizioni meteo al momento dell'incidente vennero descritto come "tempestose" (condizioni invernali). L'interruzione dell'energia elettrica all'aeroporto era stata dovuta al fatto che l'aereo aveva tagliato le linee di trasmissione prima di toccare il suolo. L'elettricità è stata ripristinata alle 02:12 del mattino.

## Le indagini
Il Transportation Safety Board of Canada ha indagato sull'incidente. Gli investigatori del Bureau d'Enquêtes et d'Analyses pour la sécurité de l'aviation civile (BEA) francese e due consulenti tecnici di Airbus si recarono in Canada per partecipare. A seguito dell'incidente, Air Canada rivide la sua procedura operativa standard errata per l'Airbus A320-200.
Il rapporto finale è stato pubblicato nel maggio 2017 e non ha evidenziato alcun guasto meccanico, ma ha identificato molteplici fattori che hanno contribuito all'incidente. Gli investigatori hanno stabilito che la procedura operativa standard della compagnia aerea relativa alla modalità di atterraggio selezionata (Flight Path Angle Guidance) faceva eccessivo affidamento sull'automazione dell'Airbus e ha portato a un'eccessiva perdita di quota. Secondo la SOP, l'equipaggio non aveva bisogno di monitorare l'altitudine dell'aeromobile o la sua relazione con la pista per effettuare qualsiasi regolazione successiva dell'angolo di traiettoria di volo dopo il fix di avvicinamento. Successivamente, il comandante e il primo ufficiale non hanno notato o reagito al fatto che l'autopilota aveva selezionato una traiettoria di volo a forte angolo verticale, causando una discesa al di sotto dell'altitudine minima di sicurezza. Inoltre, la visibilità limitata ha ostacolato la capacità dell'equipaggio di percepire accuratamente l'ambiente circostante.